# 神戸和麿
神戸 和麿（かんべ かずまろ、1939年11月19日 - 2013年3月2日）は、浄土真宗の僧・仏教学者。

## 略歴
名古屋市出身。大谷大学大学院真宗学博士課程満期退学。
同朋大学助教授、大谷大学文学部助教授、教授、1998年「親鸞の仏弟子論 仏性と闡提」で大谷大学より文学博士の学位を取得。2010年定年、名誉教授。西照寺住職。

## 著書
- 『親鸞の教え 教行信証「総序」に聞く』小野蓮明・安富信哉との共著 同朋舎出版 1988
- 『清沢満之の生と死』法藏館 2000
- 『清沢満之 その思想の軌跡』法藏館 2005
- 『「無量寿経優婆提舎願生偈註」読解 浄土論註 安居次講』真宗大谷派宗務所出版部 2006
- 『歎異抄に聴く 本願の生活者』真宗大谷派宗務所出版部 2013。東本願寺出版部
- 『闇のなかの光　神戸和麿講説集』法藏館 2015
- 『歎異抄に学ぶ　人間そのものからの解放』法藏館 2019

### 監修・訳
- 『大乗仏典 中国・日本篇 第5巻　曇鸞 浄土論註』 中央公論社 1993。他に広瀬杲訳注で善導「観経疏」
- 『真宗勤行聖典講座 簡訳 真宗大谷派準拠版』全8巻　池田勇諦・渡邉晃純・松井憲一共監修 岩田宗一声明監修 四季社 1998-2003
- 『教行信証全書 傍訳』全3巻　池田勇諦・渡邉晃純共監修 四季社 2000
- 『真宗親鸞・蓮如現代名言法話文書伝道全書』浅井成海・池田勇諦・早島鏡正共監修 四季社 2001
- 『傍訳親鸞聖人著作全集』全6巻　池田勇諦・渡邉晃純共監修 四季社 2001
- 『傍訳浄土思想系譜全書』全12巻　池田勇諦・瓜生津隆真共監修 四季社 2002-2005
- 『傍訳浄土思想系譜全書 経典篇』全2巻　池田勇諦・瓜生津隆真共監修 四季社 2005

### 論文
- Cinii